# Psychédélices
Psychédélices este al treilea album din cariera cântăreței Alizée, apărut pe 3 decembrie 2007. 
Ea revine cu el după o absență de 3 ani din lumea muzicii. Este pentru prima oară când Alizée nu a mai colaborat cu Mylene și cu Laurant, ci cu Jean Fauque, Bertrand Burgalat, Daniel Darc, Oxmo Puccino și chiar și cu soțul ei, Jérémy Chatelain. Are din nou piese cu jocuri de cuvinte, piese lente și piese ritmate, iar ca teme întâlnim: povestea unui manechin renumit, Romeo și Julieta, fetița ei Anny-Lee. Primul single extras de pe album se numește "Mademoiselle Juliette" și a fost lansat pe data de 27 septembrie 2007, în cadrul emisiunii "Le 6/9", la radio NRJ din Franța.

## Melodii
Albumul conține melodiile: 
1. Mademoiselle Juliette
2. Fifty sixty
3. Mon taxi driver
4. Jamais plus
5. Psychédélices
6. Décollage
7. Par les paupières
8. Lilly town
9. Lonely list
10. Idéaliser
11. L’effet